# Huiracochapampa

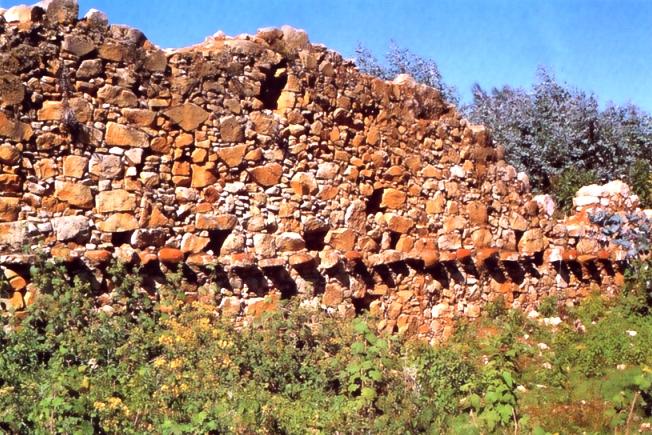
Muro de una de las edificaciones de Wiracochapampa.

Huiracochapampa o Viracochapampa (Wiraqucha panpa en Runa Simi) es un yacimiento arqueológico donde se hallan los restos de un complejo arquitectónico del antiguo Perú. Está ubicado a  3,5 km al norte de la ciudad de Huamachuco, en el distrito de Huamachuco,  provincia de Sánchez Carrión, departamento de La Libertad, y a 3.070 m s. n. m. Fue una de los centros administrativos de la cultura Huari (o Wari), aunque de duración breve.

## Etimología del nombre
Huiracochapampa es una palabra quechua compuesta: Huiracocha, máxima divinidad tahuantinsuyana , y pampa, llanura. Es decir «llanura de Huiracocha». El nombre de Huiracocha podría también aludir a los conquistadores españoles, que fueron llamados así por los incas, aunque hacía ya tiempo que ha sido descartada la teoría de Ernst Middendorf según la cual Huiracochapampa fue construida por los españoles.

## Cronología
El sitio fue ocupado entre finales de la época del Horizonte Medio 1B y las primeras décadas de la época 2A, según la cronología establecida por Dorothy Menzel, tomando como referente la ya clásica división por Horizontes e Intermedios de John Rowe. Correspondería a los siglos VII a VIII de nuestra era.

## Restos arquitectónicos
El complejo de Wiracochapampa, de típica factura huari, ocupa un cuadrángulo de 583 por 566 metros, y algo menos del 30% de su superficie estuvo ocupada por edificios en diferentes etapas de construcción.
Comprende ocho grandes grupos de construcciones de piedra sin labrar y con argamasa de arcilla roja, dispuestas en torno a una plaza. Una muralla de planta cuadrada encerraba el conjunto. Algunos de los muros se elevan más de 5 metros pero en su mayoría ya están caídos. Estos muros fueron levantados mediante dos paredes paralelas, cuyo espacio interior era rellenado; la parte superior presenta voladizos que se presume sirvieron para sostener los techos. 
El ingreso al recinto era tanto por el norte como por el sur, desembocando a una calle de 565 metros de largo y 5 metros de ancho que dividía de extremo a extremo y en línea recta el conjunto amurallado. Al interior del recinto se encuentran también vestigios de acueductos. 
Se considera que como centro ritualista fue sede de la clase gubernamental y sacerdotal, con sus respectivos servidores o trabajadores, no siendo una ciudad en el sentido occidental del término, ya que el grueso de la población vivía en los campos circundantes.

## Centro administrativo de los huari
Durante mucho tiempo se creyó que las ruinas eran de origen inca. El viajero francés Charles Wiener, por la década de 1870 identificó a uno de los edificios como el Palacio del Inca, pero sugirió que también podría ser un acllahuasi o casa de las escogidas.
En 1945 Theodore D. McCown hizo una descripción detallada del conjunto, que también consideró de origen inca, comparándolo con el complejo de Piquillacta, cerca del Cuzco. Estudios posteriores han demostrado que tanto Wiracochapampa como Piquillacta son de filiación Tiahuanaco-Huari y pertenecen al período del Horizonte Medio; ambos fueron centros administrativos-cultistas de los huari que dejaron de funcionar coincidiendo con el colapso de dicho estado. 
La presencia huari en esta región de la sierra liberteña obedecería a una estrategia de control de acceso a recursos naturales y de gente, pues, por su posición intermedia podían desde allí controlar territorios en el valle de Cajamarca (más al norte) y en los valles costeños. 
Wiracochapampa sería el centro huari más importante que señalaría la frontera norte del imperio huari, aunque existen otros centros entre Huamachuco y Cajamarca pero que serían de menor magnitud, según lo que se ha podido investigar hasta fines del siglo XX.

## Fin
La presencia de los huari en Wiracochapampa fue intensa aunque breve, y posiblemente la abandonaron al no lograr los objetivos de dominación estatal en la región luego de enfrentamientos con los lugareños, como se puede inferir del estado inconcluso de la construcción. O bien habrían sido desplazados por obra del señorío de Cajamarca, un importante estado que inició su expansión y cuya influencia se hizo sentir hasta en la costa, en Lambayeque.
Vecinas a Wiracochapampa se hallan las extensas construcciones de Marcahuamachuco, otro importante centro huari que debió suplantar a Wiracochapampa. En el siglo XV Marcahuamachuco fue conquistada por los incas, quienes la convirtieron en un importante centro de su dominación en la región. Cuando los españoles arribaron allí, encontraron a Marcahuamachuco todavía en toda su magnitud y con nutrida población, pero la fundación española de Huamachuco significaría el fin de su importancia.